# پاگدار (زاوه)
پاگدار روستایی در دهستان صفائیه بخش مرکزی شهرستان زاوه استان خراسان رضوی ایران است. بر پایه سرشماری عمومی نفوس و مسکن در سال ۱۳۹۰ جمعیت این روستا ۱۷۷ نفر (در ۵۷ خانوار) بوده است.